# Northern Iowa Panthers

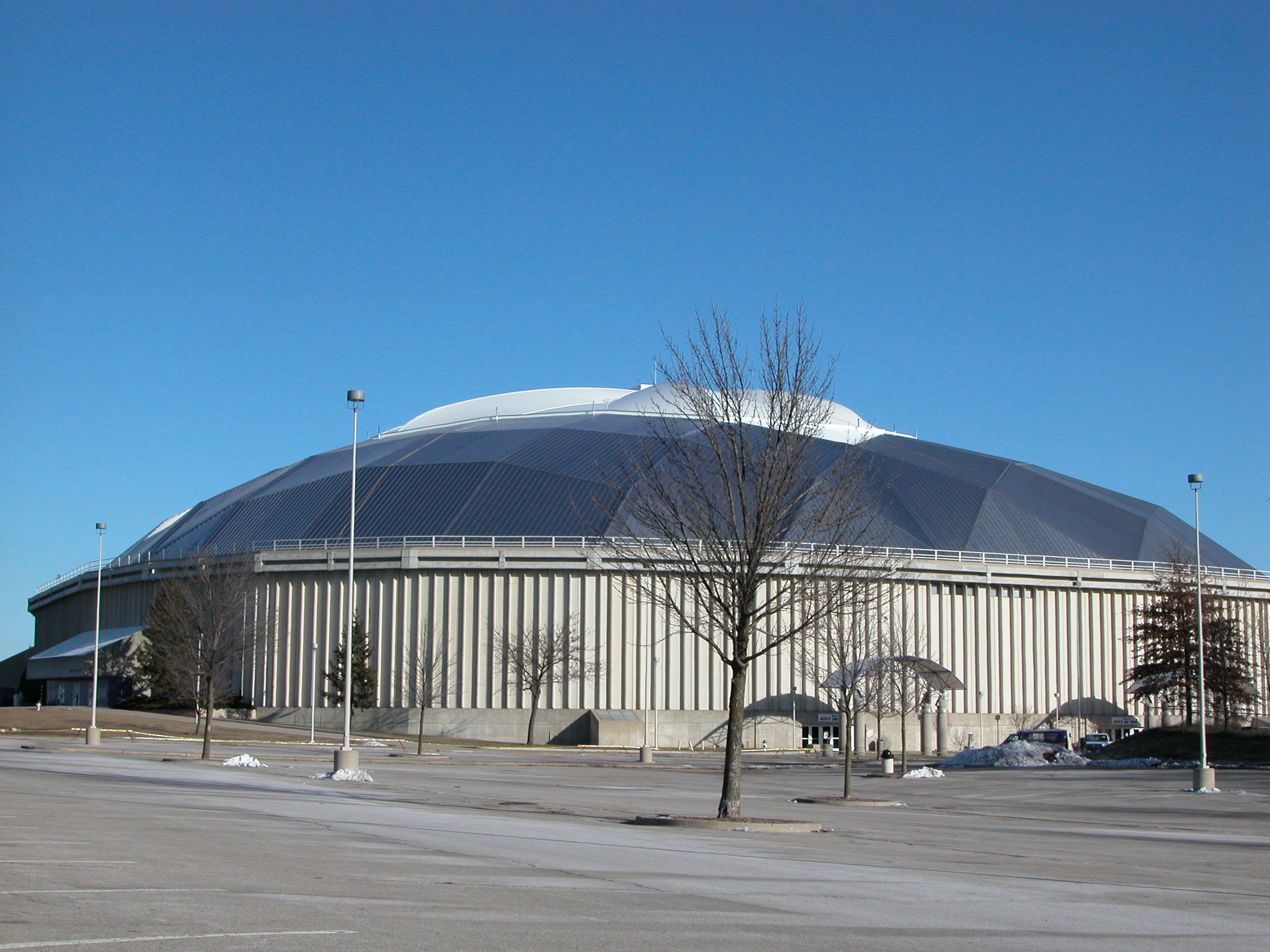
UNI-Dome

Northern Iowa Panthers (español: Panteras del Norte de Iowa) es el equipo deportivo de la Universidad del Norte de Iowa, situada en Cedar Falls, Iowa. Los equipos de los Panthers participan en las competiciones universitarias organizadas por la NCAA, y forman parte de la Missouri Valley Conference.

## Programa deportivo
Los Panthers participan en las siguientes modalidades deportivas:
| - Masculino - Fútbol americano - Béisbol - Baloncesto - Cross - Hockey sobre hielo - Golf - Atletismo - Lucha libre | - Femenino - Baloncesto - Cross - Fútbol - Tenis - Golf - Softball - Voleibol - Atletismo - Natación y Saltos |

### Fútbol americano
El mayor éxito del equipo de fútbol americano lo logró en 2005, al llegar a la final del torneo de la FCS National Football Championship. Además, han sido campeones de conferencia en 11 ocasiones.

### Baloncesto
El equipo de baloncesto ha llegado a la fase final del Torneo de la NCAA en ocho ocasiones, la última de ellas en 2016, siendo su mejor resultado en 2010, cuando alcanzaron el Sweet Sixteen, la tercera ronda.